# 三多商圏駅
三多商圏駅（さんだしょうけんえき）は台湾高雄市苓雅区中山二路と三多三路交差点にある高雄捷運紅線の駅。駅名は付近の三多商圏から名付けられた。高雄市で最も百貨店の多い三多路に位置し、駅番号はR8。本駅の閩南語放送では「三多駅（三多站）」と案内するが、これは閩南語には「商圏」を表す単語が無いという事情からであり、また高雄捷運には他に「三多」と付く駅名が無いので「商圏」を省略しても問題ないとされているのも理由である(客家語放送では三多商圈、英語では「Sanduo Shopping District」とそれぞれ案内している)。
付近は飲食店、様々な商店、流行の服飾店がある繁華街である。本駅の（地下）商店街は統一超商が包括経営している（セブン-イレブン、ミスタードーナツ、康是美薬局など）。

## 駅構造
- 2層構造でホームドア付き島式ホーム1面2線の地下駅であり、7箇所の出入口がある。

## 駅階層
| 地階    | 出入口                       | 出入口                                          |
| 地下1階 | コンコース階                 | コンコース、案内所、自動券売機、自動改札口      |
| 地下1階 | コンコース階                 | トイレ（駅南側で改札の外、出口3近く）地下商店街 |
| 地下2階 | 1番ホーム                    | ←■紅線 高雄国際機場・小港方面（獅甲駅）         |
| 地下2階 | 島式ホーム，左側のドアが開く |                                                 |
| 地下2階 | 2番ホーム                    | →■紅線 美麗島・岡山駅方面（中央公園駅）         |

## 駅出口
出口1、2、3は南端、出口4は中程、出口5、6、7は北端にあり、出口2、4にはバリアフリーのエレベーターがある。
- 出口1：大遠百百貨店、高雄85ビル（大遠百百貨店の地下1階に直通）
- 出口2：海洋之星、大遠百百貨店（中山二路西側、三多四路交差点、大遠百外
- 出口3：獅甲公園、台新銀行（中山二路東側、滇池街交差点）
- 出口4：SOGO百貨店、新光三越百貨店（中山二路東側，三多三路、一心二路交差点）
- 出口5：ガソリンスタンド（中山二路東側、三多三路交差点，ロータリー中間）
- 出口6：生日公園、苓雅国中（中山二路東側、三多三路交差点）
- 出口7：苓州国小、四維公園（中山二路西側、三多二路交差点）

## 利用状況
| 年   | 年間      | 年間      | 年間      | 年間     | 1日平均 | 1日平均 |
| 年   | 乗車      | 下車      | 乗下車計  | 出典     | 乗車    | 乗下車  |
| ---- | --------- | --------- | --------- | -------- | ------- | ------- |
| 2008 | 2,662,651 | 2,721,996 | 5,384,647 | [ 注 1 ] | 9,898   | 20,017  |
| 2009 | 3,276,985 | 3,327,028 | 6,604,013 | [ * 2 ]  | 8,978   | 18,093  |
| 2010 | 3,406,183 | 3,491,733 | 6,897,916 | [ * 3 ]  | 9,332   | 18,898  |
| 2011 | 3,659,269 | 3,743,651 | 7,402,920 | [ * 4 ]  | 10,025  | 20,282  |
| 2012 | 3,991,327 | 4,070,546 | 8,061,873 | [ * 4 ]  | 10,905  | 22,027  |
| 2013 | 4,160,172 | 4,267,484 | 8,427,656 | [ * 4 ]  | 11,398  | 23,089  |
| 2014 | 4,247,646 | 4,364,285 | 8,611,931 | [ * 4 ]  | 11,637  | 23,594  |
| 2015 | 4,409,577 | 4,511,716 | 8,921,293 | [ * 4 ]  | 12,081  | 24,442  |
| 2016 | 4,469,467 | 4,572,227 | 9,041,694 | [ * 4 ]  | 12,212  | 24,704  |
| 2017 | 4,388,765 | 4,496,093 | 8,884,858 | [ * 4 ]  | 12,024  | 24,342  |
| 2018 | 4,326,537 | 4,460,015 | 8,786,552 | [ * 4 ]  | 11,854  | 24,073  |
| 2019 | 4,263,140 | 4,397,677 | 8,660,817 | [ * 4 ]  | 11,680  | 23,728  |
| 2020 | 3,028,924 | 3,119,436 | 6,148,360 | [ * 4 ]  | 8,276   | 16,799  |

- 統計に関する出典

註釈
1. ↑  3月8日開業後の運営日数は296日だが、統計は有料化開始の4月7日以降269日で算出している[* 1] ）

出典
1. ↑  （繁体字中国語）高雄捷運公司 (2009年1月10日). “高雄都會區大眾捷運系統各站旅運量統計表”.   高雄市政府交通局. p. 頁10. 2019年5月5日閲覧。
2. ↑  （繁体字中国語）“高雄都會區大眾捷運系統各站旅運量統計表 中華民國98年”.   高雄市政府捷運工程局. p. 頁13 (2009年1月10日). 2019年10月27日閲覧。
3. ↑  （繁体字中国語）“高雄都會區大眾捷運系統各站旅運量統計表 中華民國99年”.   高雄市政府捷運工程局. p. 頁13. 2019年10月27日閲覧。
4. ↑  （繁体字中国語）“高雄都會區大眾捷運系統各站旅運量-年 依 年, 捷運站別 與 入出站”.   高雄市政府交通局 (2021年3月12日). 2021年3月12日閲覧。 高雄市統計資訊服務網

## ギャラリー

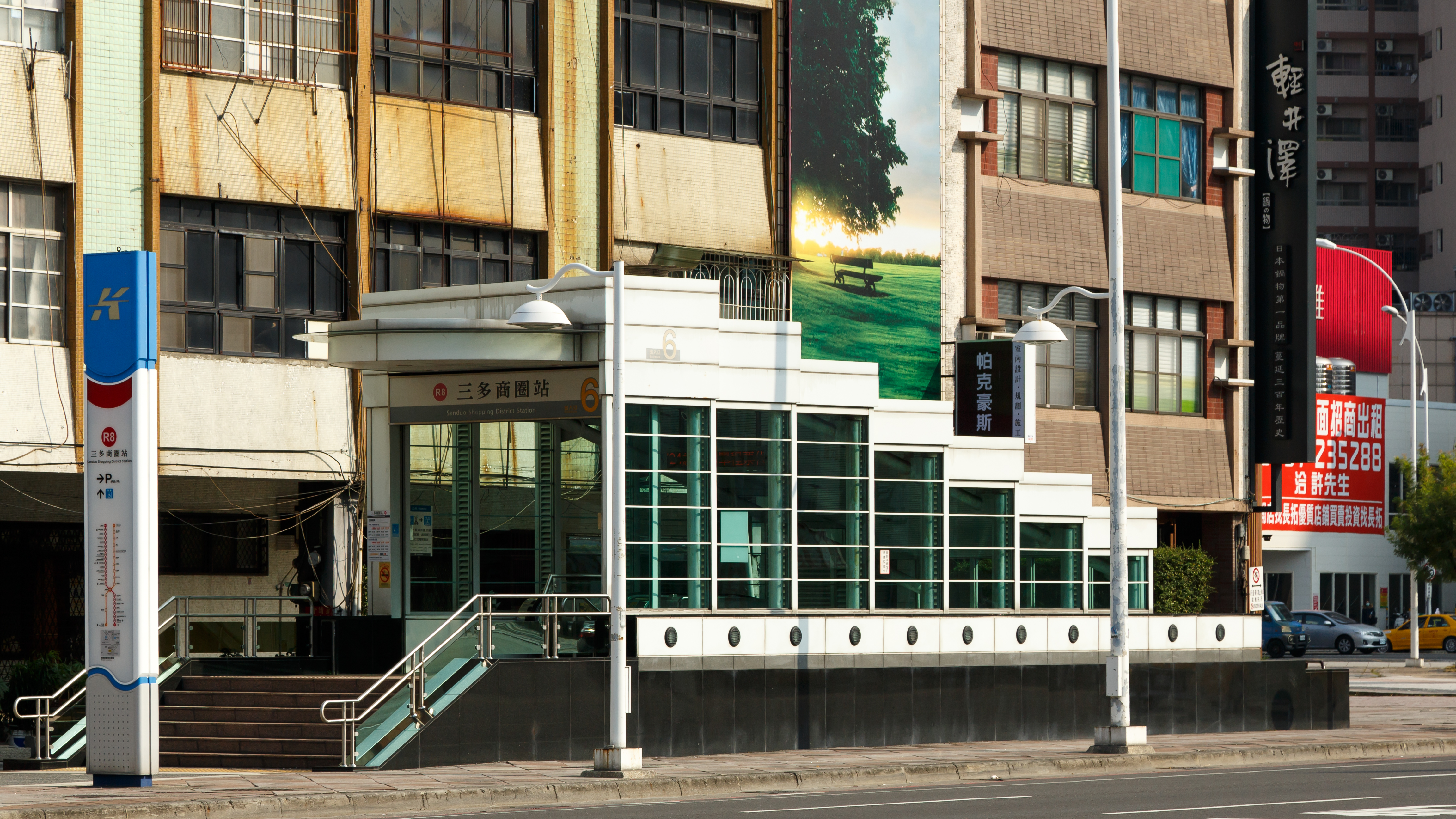
三多商圏駅6号入口
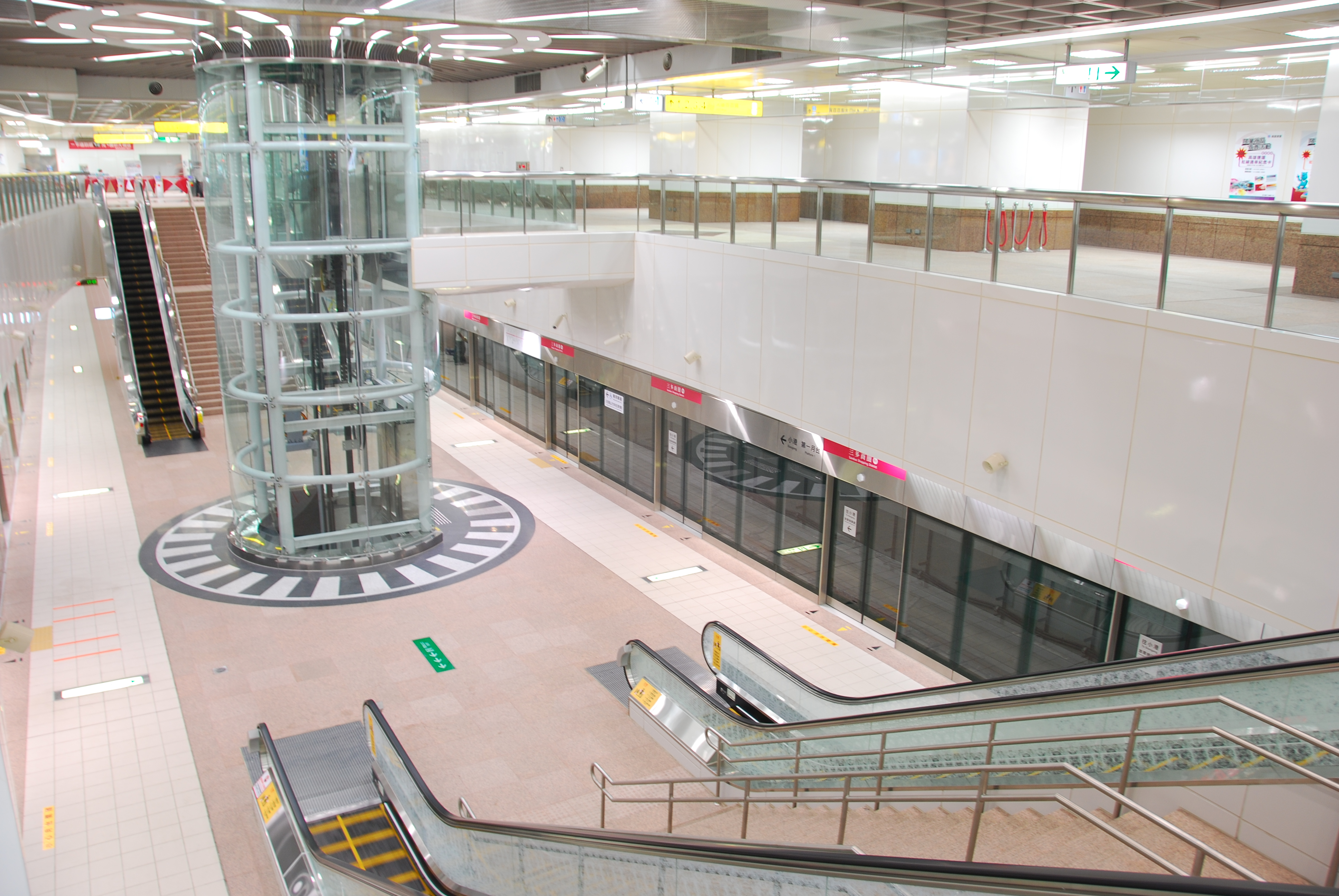
吹き抜けより見た三多商圏駅ホーム

## 歴史
- 2008年3月9日 高雄捷運紅線の「橋頭駅 - 小港」間が正式に開通した[1]。

## 隣の駅
高雄捷運
■紅線
中央公園駅 - 三多商圏駅 - 獅甲駅